# Lázár György (polgármester)
Lázár György (Szeged, 1851. április 17. – Szeged, 1915. január 30.) jogi doktor, királyi tanácsos, városi tanácsos és Szeged helyettes polgármestere.

## Élete
Lázár György János Lajos néven született Szegeden, házasodási anyakönyvi bejegyzése szerint 1851. április 17-én, Lázár János mérnök és Farkas Rozál fiaként; keresztelése másnap, 1851. április 18-án zajlott a szeged-belvárosi plébániatemplomban, keresztszülei Utasy György és Müller Magdolna voltak. 1879. december 2-án kötött házasságot ugyancsak Szeged-Belvárosban, mint 28 éves, nőtlen, római katolikus vallású ügyvéd, szeged-palánki lakos, felesége a szintén Palánkon lakó Ujj Ida, 20 éves, római katolikus vallású hajadon lett. Esketőjük Kreminger Antal címzetes prépost-plébános, tanúik Rigó József ügyvéd és Mihalovics János szentesi telekkönyvvezető voltak.
Középiskoláit szülővárosában végezvén, 1869-ben a pesti egyetem jogi karánál iratkozott be; 1874-ben jogi doktorrá avatták, 1875-ben pedig ügyvédi oklevelet nyert és szülővárosában telepedett le, ahol egyúttal az ügyvédi kamara ügyésze lett és társadalmilag is élénk tevékenységet fejtett ki. Elnöke lett a torna-egyesületnek, a Nimrod vadásztársulatnak stb. Az 1879-es szegedi nagy árvíz idején ladikos mentőcsapat vezetője volt, és így mentett meg embereket. Ennek történetét megírta Visszaemlékezés a nagy árvíz napjaira címmel. 1883-ban Szeged város tiszti főügyészének és 1891. november 25-én tanácsosnak és egyúttal helyettes polgármesternek választatott meg. A város iskolai és más közművelődési ügyeinek előadója volt. 1892-ben megalkotta a Dugonics Társaságot, melynek elnöke volt. Ezen minőségében az 1900-as évek elején többször is meghívta Ady Endrét a társaság felolvasó ülésére. 1896-ban királyi tanácsos lett; 1898. február 15-én pedig Szeged város I. kerületének országgyűlési képviselőjévé választották, amit 1906-ig töltött be.
A szegedi hírlapokban is több alkalmi cikket írt, társadalmi és kulturális érdekűeket, de ezek többnyire névtelenül jelentek meg.

## Munkái
- Emlékirat a szegedi egyetem ügyében. Szeged, 1894.
- Ünnepi beszéd Szeged város köztörvényhatósági bizottságának 1896. máj. 11. a magyar állam ezeréves fennállásának emlékére tartott közgyűlésen, tartotta ... Uo. 1896.
- Ünnepi beszéd, a magyar állam ezeréves fennállásának emlékére Szeged város területén létesített közintézmények 1896. szept. 6. rendezett felavatási ünnepén, tartotta ... Uo. 1896.
- Ünnepi beszéd, melyet az 1848. évi törvények szentesítésének évfordulóján 1898. ápril 11-én Szeged város közönségének rendkívüli közgyűlésén tartott.